# 三橋四郎次 (初代)
初代 三橋 四郎次（みつはし しろうじ、1842年5月17日（天保13年4月8日）- 1923年（大正12年）12月25日）は、日本の篤農家、実業家、政治家。衆議院議員。

## 経歴
遠江国城東郡丹野村（のち静岡県小笠郡川野村、現菊川市）で、地主・里正、三橋四郎助の長男として生まれる。和漢学を修め、丹野村の里正となる。
明治維新後、浜松県第十五区戸長、第三大区十三小区長、兼学区取締、浜松県第十三番中学区内学区取締、静岡県会議員、同議長、同常置委員などを務めた。1898年3月、第5回衆議院議員総選挙に静岡県第四区から出馬して当選。さらに第6回総選挙でも再選され、憲政本党に所属して衆議院議員を連続二期務めた。
茶園の経営に尽力し、1890年、内国勧業博覧会に自家製の緑茶を出品し有功三等章を受章した。また、茶業組合静岡県連合会議員、同副議長、茶業組合中央会議員、静岡県製茶直輸出会社取締などを務め、茶業組合中央会から米国派遣員としてアメリカに渡り調査を行い帰国するなど、茶業の振興に尽くした。
実業界では、1978年、見付第百二十四国立銀行を設立して頭取となり、同行が静岡第三十五国立銀行（現静岡銀行）に合併後はその取締役に就任。その他、静岡農工銀行取締役、堀之内銀行専務取締役、仁王辻銀行専務取締役、静岡貯蓄銀行監査役、西ケ池合名会社代表社員などを務めた。

## 著作
- 『蘆穗翁歌集』三橋四郎次、1943年。

## 親族
- 二男[1] 三橋四郎次 (2代)（卓）- 衆議院議員・貴族院多額納税者議員